# Kopřiva morušolistá
Kopřiva morušolistá (Urtica morifolia) je druh rostliny z čeledi kopřivovité (Urticaceae).

## Rozšíření
Kopřiva morušolistá je rozšířená v Kanárských ostrovech a Madeiře. Druh byl zavlečen i na Azory.